# 5th Ward Boyz
5th Ward Boyz — американське реп-тріо з Г'юстона, штат Техас. Назва походить від г'юстонського району Fifth Ward. Гурт підписав контракт з Rap-A-Lot Records після того, як інші артисти лейблу, Geto Boys, здобули популярність на ньому.
До 5th Ward Boyz спочатку входили Андре «007» Барнс та Ерік «E-Rock» Тейлор. Річард «Lo Life» доєднався до них після звільнення з в'язниці. Другий альбом Gangsta Funk записано вже з його участю. На реперів вплинули Dr. Dre, Funkadelic, N.W.A, Ice Cube, Eazy-E, Compton's Most Wanted. У 1993 гурт став підписантом Rap-A-Lot Records, за 7 років після створення лейблу.

## Дискографія

### Студійні альбоми
| Рік  | Назва                                                                                     | Чартові позиції | Чартові позиції |
| Рік  | Назва                                                                                     | США             | US R&B          |
| ---- | ----------------------------------------------------------------------------------------- | --------------- | --------------- |
| 1993 | Ghetto Dope - Випущений: 4 травня 1993 - Лейбл: Rap-A-Lot/Priority                        | 176             | 19              |
| 1994 | Gangsta Funk - Випущений: 22 лютого 1994 - Лейбл: Rap-A-Lot/Underground                   | 105             | 13              |
| 1995 | Rated G - Випущений: 28 листопада 1995 - Лейбл: Rap-A-Lot/Underground                     | 189             | 35              |
| 1997 | Usual Suspects - Випущений: 18 листопада 1997 - Лейбл: Rap-A-Lot/Noo Trybe                | 180             | 26              |
| 1999 | P.W.A. The Album… Keep It Poppin' - Випущений: 31 серпня 1999 - Лейбл: Rap-A-Lot/Priority | 125             | 26              |
| 2001 | Recognize the Mob - Випущений: 31 жовтня 2001 - Лейбл: Underground Records                | —               | —               |
| 2002 | Word Is Bond - Випущений: 17 вересня 2002 - Лейбл: Underground Records                    | —               | —               |

### Мікстейпи
- 2005: Texas Gun Slingers

### Компіляції
- 2004: Greatest Hits

### Сингли
- 1991: «Thanks for Blessing»
- 1994: «Same Ol'»
- 1994: «Gangsta Funk»
- 1995: «Situations»
- 1995: «One Night Stand»
- 1997: «I Know»
- 1999: «P.W.A.»
- 2003: «Mo-PWA»